# Лекса (Арканзас)
Лекса (англ. Lexa) — місто (англ. town) в США, в окрузі Філліпс штату Арканзас. Населення — 207 осіб (2020).

## Географія
Лекса розташована за координатами 34°35′55″ пн. ш. 90°45′8″ зх. д. / 34.59861° пн. ш. 90.75222° зх. д. (34.598585, -90.752233).  За даними Бюро перепису населення США в 2010 році місто мало площу 0,99 км², уся площа — суходіл. В 2017 році площа становила 1,06 км², уся площа — суходіл.

## Демографія
Згідно з переписом 2010 року, у місті мешкало 286 осіб у 118 домогосподарствах у складі 80 родин. Густота населення становила 289 осіб/км².  Було 129 помешкань (130/км²). 
Расовий склад населення:
| - 71,3 % — білих - 26,9 % — чорних або афроамериканців |

До двох чи більше рас належало 1,0 %. Іспаномовні складали 2,4 % від усіх жителів.
За віковим діапазоном населення розподілялося таким чином: 23,8 % — особи молодші 18 років, 57,0 % — особи у віці 18—64 років, 19,2 % — особи у віці 65 років та старші. Медіана віку мешканця становила 45,2 року. На 100 осіб жіночої статі у місті припадало 89,4 чоловіків;  на 100 жінок у віці від 18 років та старших — 86,3 чоловіків також старших 18 років.
Середній дохід на одне домашнє господарство  становив 52 821 долар США (медіана — 38 958), а середній дохід на одну сім'ю — 59 172 долари (медіана — 42 188). За межею бідності перебувало 18,8 % осіб, у тому числі 25,4 % дітей у віці до 18 років та 0,0 % осіб у віці 65 років та старших.
Цивільне працевлаштоване населення становило 144 особи. Основні галузі зайнятості: виробництво — 19,4 %, сільське господарство, лісництво, риболовля — 16,0 %, мистецтво, розваги та відпочинок — 14,6 %.